# Клайстпарк (станция метро)
«Клайстпарк» (нем. Kleistpark) — станция Берлинского метрополитена. Расположена на линии U7 между станциями «Йоркштрассе» (нем. Yorckstraße) и «Айзенахер Штрассе» (нем. Eisenacher Straße). Станция находится в берлинском районе Шёнеберг и имеет выход на улицу Хауптштрассе (нем. Hauptstraße).

## История
Станция открыта 29 января 1971 года в составе участка «Мёкернбрюке» — «Фербеллинер Плац».

## Архитектура и оформление
Трехпролётная колонная станция мелкого заложения. Архитектор — Райнер Г. Рюммлер. Единственный выход расположен в середине платформы. Путевые стены отделаны крупными керамическими плитками серо-белого цвета. Колонны круглого сечения, облицованы алюминиевыми пластинами. Непосредственно под действующей станцией расположен зал станции, построенной в конструкциях для планируемой линии U10.